# Nondalton
Nondalton es una ciudad ubicada en el borough de Lake and Peninsula en el estado estadounidense de Alaska. En el Censo de 2010 tenía una población de 164 habitantes y una densidad poblacional de 7,2 personas por km².

## Geografía
Nondalton se encuentra en las coordenadas 59°58′36″N 154°51′50″O / 59.97667, -154.86389. Según la Oficina del Censo de los Estados Unidos, Nondalton tiene una superficie total de 22.78 km², de la cual 21.27 km² corresponden a tierra firme y (6.63%) 1.51 km² es agua.

## Demografía
Según el censo de 2010, había 164 personas residiendo en Nondalton. La densidad de población era de 7,2 hab./km². De los 164 habitantes, Nondalton estaba compuesto por el 15.85% blancos, el 0% eran afroamericanos, el 63.41% eran amerindios, el 0% eran asiáticos, el 0% eran isleños del Pacífico, el 0% eran de otras razas y el 20.73% pertenecían a dos o más razas. Del total de la población el 0% eran hispanos o latinos de cualquier raza.